# Mirwais Hotaki
Hadji Mirwais Khan Hotaki (Pasjtoe: میر ویس خان هوتک) (Herat, Afghanistan 1673 – 1715 Kandahar, Afghanistan) was een invloedrijk stamhoofd van de Ghilzai-Pathanen uit het Afghaanse Kandahar, die van 1709 tot 1738 regeerde over een groot gebied in Perzië en Afghanistan. Na een geslaagde opstand in april 1709 versloeg hij twee keer de Safawidische legers in het zuiden van Afghanistan. Hij was de stichter van de dynastie der Hotakiden die naar hem vernoemd is. De Pathanen kennen hem als Mirwais Neeka (Pasjtoe voor "Mirwais de Grootvader").

## Jeugd
Mirwais Hotaki werd geboren in een bekende, rijke en politiek invloedrijke familie uit Kandahar. Hij was de zoon van Salim Kan, de kleinzoon van Karum Kan en de achterkleinzoon van Ismail Kan, een nakomeling van Malikyar en het oude hoofd van de Hotaki of Hotaks. Zijn familie telde een aantal ambtenaren en was sterk vertegenwoordigd in de Ghilzai, een van de belangrijkste stammen van de Pathanen. Hadji Amanullah Hottak schrijft in zijn boek dat de Ghilzai de originele bewoners zijn van Ghowr. De stam migreerde later naar het zuidoostelijk gedeelte van Afghanistan.

## Mirwais Hotaki komt aan de macht

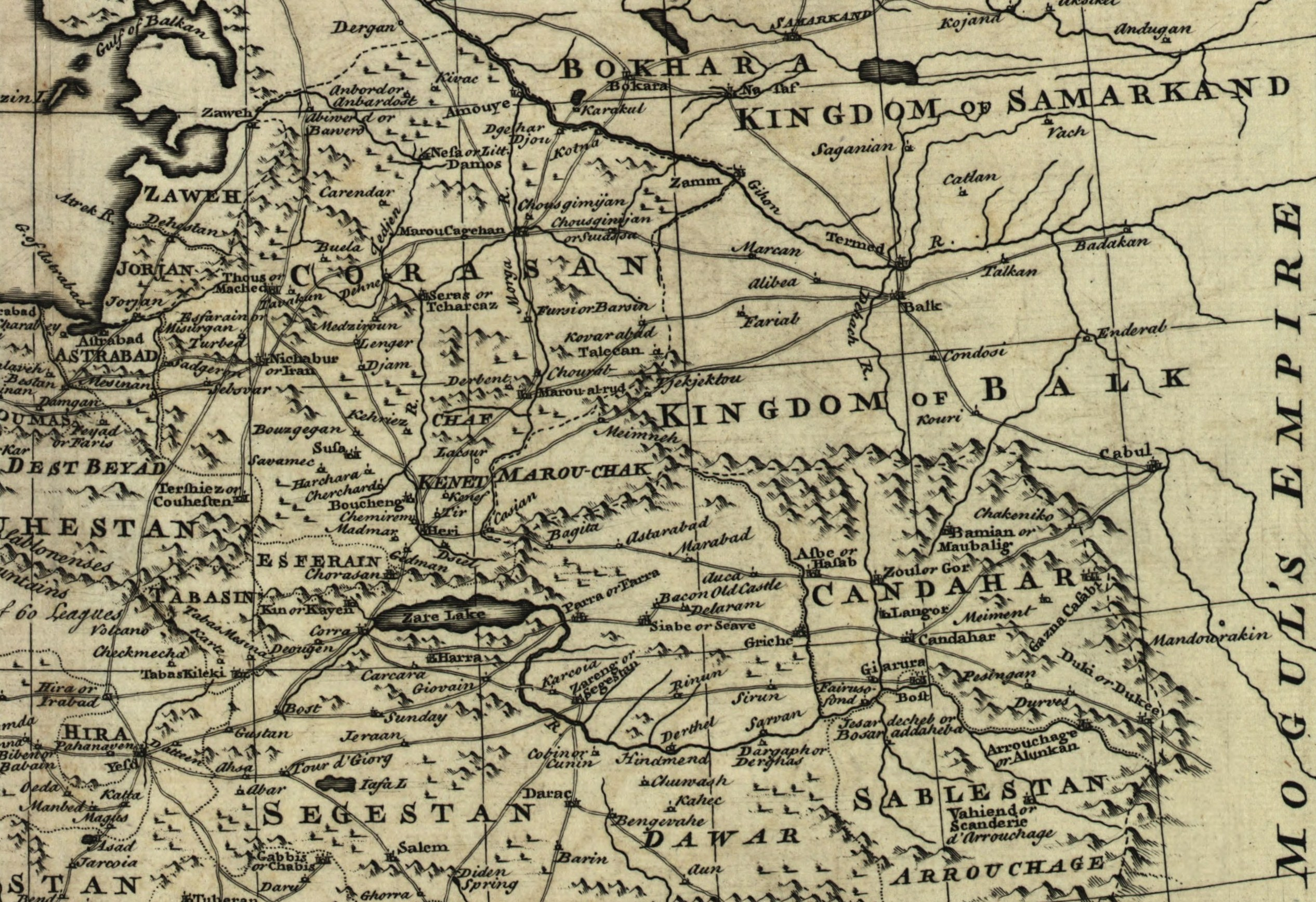
Kandahar ten tijde van de Safawiden en het Mogolrijk

In 1707 heerste chaos in Kandahar. Deze was veroorzaakt door de gevechten tussen de sjiitische Perzische Safawiden en de soennitische Mogolen uit India. Mirwais Kan was een soennitische stammenleider die veel invloed had op zijn landgenoten. Hij werd gevangengenomen door Goergin Kan en naar het hof van de Safawiden in Isfahan gestuurd. Hij werd later vrijgelaten en ontmoette zelfs regelmatig de sjah, Sultan Hoessein. Nu hij beschikte over de gunst van het Perzische hof, verzocht en kreeg Mirwais toestemming om de bedevaart naar Mekka uit te voeren, hetgeen hem de titel Hadji opleverde. Tijdens zijn verblijf aan het hof had hij zorgvuldig de militaire zwakheden van de Safawiden bestudeerd.
In Mekka verzocht hij de autoriteiten om een fatwa tegen de sjiitische buitenlandse bezetters die zijn volk in zijn vaderland vervolgden. De Afghanen leden onder de heersende Safawiden, mede door hun aanhoudende pogingen om met geweld de soennitische Afghanen tot het sjiitisme te bekeren. De fatwa werd toegekend en Mirwais, die toestemming van Goergin Kan had om terug te keren, nam deze mee naar Isfahan en vervolgens naar Kandahar. In 1709 begon hij met het organiseren van een grote opstand tegen de Safawiden. In april 1709, toen een groot deel van het Safawidische garnizoen op een expeditie buiten de stad was, vielen Mirwais en zijn volgelingen de achtergebleven Safawiden aan en doodden het grootste deel van hen, waaronder ook Goergin Kan. Nadat Goergin Kan en zijn dienaars waren gedood, kregen Mirwais' soldaten de controle over de stad en later over de provincie. Bij het binnentreden van de stad Kandahar, hield Mirwais een belangrijke toespraak voor de inwoners van Kandahar:
Als er onder jullie iemand is die niet de moed heeft om van dit kostbare vrijheidsgeschenk uit de hemel te genieten, laat hem zichzelf vertonen; geen kwaad zal hem worden gedaan: hem zal worden toegestaan op zoek te gaan naar nieuwe tirannen voorbij de grens van deze gelukkige staat.— Mirwais Hotaki, april 1709
Mirwais en zijn troepen versloegen vervolgens een groot Perzisch leger dat gestuurd was om de macht over het gebied terug te winnen.
Na de geslaagde revolutie van april 1709 werd Mirwais Hotaki voorgedragen als de nieuwe koning. Aangezien hij dit weigerde werd hij gekozen tot Woles Meshar (leider van het volk) van het Wolesi Jirga (huis van het volk) en het Mesharano Jirga (huis van de ouderen).

## Dood
Mirwais Neeka bleef aan de macht tot aan zijn overlijden in 1715. Hij werd begraven in een mausoleum in het Kokarangedeelte van Kandahar. Mirwais werd opgevolgd door zijn broer Abdul Aziz Hotaki die in 1717 op zijn beurt opgevolgd werd door mir Mahmud Hotak. Mahmud Hotak maakte gebruik van de politieke zwakheid van de Perzische sjahs en veroverde een aantal jaren later Perzië.